# Alfred Tennyson
Alfred Tennyson (I. Tennyson báró, közkeletű nevén: Alfred, Lord Tennyson) (1809. augusztus 6. – 1892. október 6.) az Egyesült Királyság koszorús költője és egyben Anglia egyik legnépszerűbb költője.
Költészetének túlnyomó része klasszikus mitológiai témákon nyugodott, bár híres költeménye az In Memoriam legjobb barátja és volt osztálytársa, a költő Arthur Hallam halálára íródott, aki Tennyson lánytestvérével volt eljegyezve, ám az esküvő előtt szívrohamot kapott és meghalt. A költő számos verset írt Artur királyról és a hozzá kapcsolódó legendákról. Az egyik leghíresebbet ezek közül Albert hercegnek ajánlotta, Viktória királynő férjének. Tennyson a drámaírással is megpróbálkozott, azonban darabjai még életében sem voltak túlzottan népszerűek.

## Élete
Alfred Tennyson a Lincolnshire-i Somersby városában született, egy vidéki lelkész 12 gyermeke közül a negyedikként. III. Eduárd angol király egyenes ági leszármazottja volt. Édesapját az ő apja az örökségből kizárta, ennek megfelelően folyton anyagi gondokkal küzdött és ivási problémái megbízhatatlanná tették. A családfő azonban gondosan odafigyelt a gyermekek taníttatására.
Tennyson és két bátyja is verseket írogatott már tinédzser korában, amelyet ki is adtak, amikor Alfred 17 éves lett. Az egyik bátyja, Charles Tennyson Turner később feleségül vette azt a Louisa Sellwoodot, akinek a húga Alfred felesége lett. A másik költő testvér Frederick Tennyson volt.
1828-ban beiratkozott a Cambridge-i Egyetemre (Trinity College), ahol csatlakozott a titkos Cambridge-i Apostolok társasághoz (Cambridge Apostles). Itt ismerte meg későbbi legjobb barátját, Arthur Henry Hallamet. 1829-ben megnyerte az iskola egyik irodalmi díját, és 1830-ban kiadta első önálló versgyűjteményét (Poems Chiefly Lyrical). Ebben foglal helyet két híressé vált költeménye a Claribel és a Mariana. Olyan tekintéllyel rendelkező költők figyeltek fel rá ezután, mint Samuel Taylor Coleridge.
1831-ben meghalt Tennyson édesapja, így még a diploma megszerzése előtt ott kellett hagynia Cambridge-t és visszaköltöznie megözvegyült édesanyja mellé. Barátja, Arthur Hallam nyarait Tennysonéknál töltötte és ekkor jegyezte el Tennyson húgát, Emiliát.
1833-ban megjelent második kötete, melyben megtalálható a Shalotti kisasszony című verse, amely egy hercegnőről szól, akit átok sújt mely szerint nem nézheti a világot, csak egy tükör képéből. Amikor Lancelot lovag arra lovagol, a kisasszony mégis rápillant és az átok valóra válik, amikor is egy csónakban lefelé úszik Camelot városa felé. A kötet negatív kritikája annyira elbátortalanították Tennysont, hogy a következő tíz évben nem is adott ki újat. Ebben az évben halt meg legjobb barátja és ez nagyon megrázta a költőt. Ebben az időszakban írta legszebb verseit, mégis majd egy évtizedig váratott a következő kötete kiadásáig. 
Egy rossz befektetés következtében Tennyson családja elvesztette vagyona jelentős részét.
Harmadik kötetének kiadás kirobbanó siker volt. 1850-től Tennysont választották William Wordsworth után a udvari költőnek. Még ebben az évben vette feleségül Emily Sellwoodot, gyermekkori barátját. Két fiuk született, Hallam és Lionel.

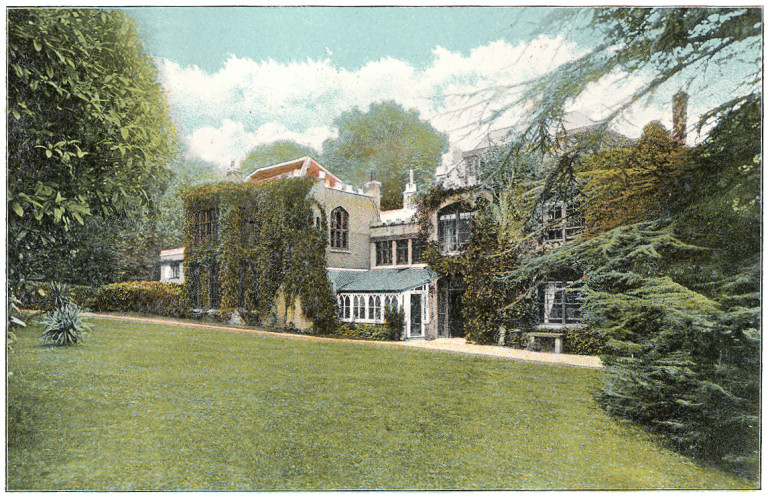
Farringford - Lord Tennyson bírtoka a Wight szigetén

Tennyson még nyolcvanéves korában is aktív volt, ám 1892. október 6-án, 83 éves korában meghalt. A Westminsteri apátságban temették el.

## Költészete
Tennyson témái széles skálán mozognak, a középkori legendáktól a korabeli nemzeti problémákon át egészen a természet megfigyeléséig. Költői képzeletvilágának gazdagsága elárulja John Keats és más romantikus költő rá gyakorolt hatását. Mesterien bánt ezen felül a ritmussal. Tennyson rendkívüli érzékkel használta a szavakat versei mintegy „megzenésítéséhez”. Nem ritkán találkozunk Tennyson költeményeiben hangutánzó szavakkal, alliterációkkal és asszonáncokkal. Költészete jól tükrözi viktoriánus kort a rendszeretete, moralizáló melankóliája, valamint a vallásos hit és a tudományos haladás közötti kialakult egyértelmű konfliktus ábrázolásával.

## Válogatott költemények
- A Poems, Chiefly Lyrical című kötetből (1830):
  - („The Dying Swan”)
  - „A Kraken”, Tandori Dezső fordítása („The Kraken”)
  - („Mariana”)
- (Lady Clara Vere de Vere) (1832)
- A The Lady of Shalott, and Other Poems című verseskötetből (1833):
  - „A lótusz-evők”, Babits Mihály fordítása („The Lotos-Eaters”)[3]
  - „Shalott kisasszonya”, Csukási József fordítása („The Lady of Shalott”) (1832, 1842)
- A English Idyls and other Poems című verseskötetből (1842):
  - („Locksley Hall”)
  - „Tithonosz”, Szabó Lőrinc, Somlyó György fordítása („Tithonus”)[3][4]
  - „Odysseus”, Szabó Lőrinc fordítása („Ulysses”) (1833)[3][4]
- (The Princess) (1847)
  - „Tears, Idle Tears”
- (In Memoriam A.H.H.) (1849)
- (Ring Out, Wild Bells) (1850)
- The Princess; a Medley kötetből
  - „A könnyű lovasbrigád rohama”, Tellér Gyula fordítása (The Charge of the Light Brigade) (1854)[3]
- Maud Babits Mihály fordítása (Maud) (1855/1856)
- (Enoch Arden) (1862/1864)
- (Flower in the Crannied Wall) (1869)
- (The Window) (1871)
- (Harold) (1876)
- (Idylls of the King) (1833-1874)
- (Locksley Hall Sixty Years After) (1886)
- A Demeter, and Other Poems kötetből (1889)
  - „A réven túl”, Tellér Gyula fordítása,[3] illetve „A kikötőn túl”, Szabó Lőrinc fordítása[4] („Crossing the Bar”) (1889)
- (The Foresters) (1891) dráma

## Magyarul
- Arden Enoch; ford. Jánosi Gusztáv; Knauer, Veszprém, 1870
- Enid. Király-idyll; ford. Csukássi József; Aigner, Bp., 1876 (Magyar könyvesház)
- Király-idyllek; ford. Szász Károly; Franklin, Bp., 1876 (Olcsó könyvtár)
- Költői beszélyek; ford. Csukássi József; Franklin, Bp., 1882 (Olcsó könyvtár)
- Tennyson Alfréd Király-idylljei; ford., bev. Szász Károly; Kisfaludy-Társaság, Bp., 1889
- Arden Enoch; ford. Lőrinczi Lehr Zsigmond; Lampel, Bp., 1898 (Magyar könyvtár)
- Mihalovich Ödön: Eliána; Tennyson Király idylljei nyomán írta Hans Herrig, ford. Ábrányi Emil; Operaház, Bp., 1908
- Arden Enok; ford. Tóth Lajos; Sánta György, Budafok, 1939